# Harpactes oreskios
El trogón pechinaranja o surucuá de pecho naranja (Harpactes oreskios) es una especie de ave trogoniforme de la familia Trogonidae.

## Distribución y hábitat
Se distribuye en Camboya, China, Indonesia, Laos, Malasia, Myanmar, Tailandia y Vietnam. Su hábitat natural son los bosques secos a baja altitud, bosques montanos, bosques de hoja perenne, bosques pantanosos, bosques secos abiertos y bosques de bambú.